# 25020 Tinyacheng
25020 Tinyacheng è un asteroide della fascia principale. Scoperto nel 1998, presenta un'orbita caratterizzata da un semiasse maggiore pari a 2,4156889 UA e da un'eccentricità di 0,1434229, inclinata di 3,25491° rispetto all'eclittica.